# Johann Gottfried Leonhardi
Johann Gottfried Leonhardi (Lipsia, 18 giugno 1746 – Dresda, 11 gennaio 1823) è stato un medico e chimico tedesco.

## Biografia
Nel 1771 ricevette il dottorato in medicina dall'Università di Lipsia, dove nel 1781 divenne professore associato. Nel 1782 si trasferì all'Università di Wittenberg come professore di anatomia e botanica e, poco dopo, fu nominato professore di patologia e chirurgia. Nel 1789 divenne membro dell'Accademia delle scienze Leopoldina.
Dal 1791 al 1823 prestò servizio medico a Dresda e, nel frattempo, mantenne la sua cattedra a Wittenberg - mentre era assente all'università, i sostituti furono scelti per svolgere i suoi compiti accademici.

## Opere
È ricordato per la sua traduzione e edizione di Dictionnaire de chimie di Pierre-Joseph Macquer, con il titolo di Chymisches Wörterbuch o Allgemeine Begriffe der Chymie nach alphabetischer Ordnung (Dizionario chimico o termini comuni di chimica in ordine alfabetico; 6 volumi , 1781-83). Ha pubblicato un'altra edizione nel 1788-91, e più tardi una terza edizione tedesca è stata pubblicata da Jeremias Benjamin Richter e Sigismund Friedrich Hermbstädt (1806-09). Altre sue opere:
- Aerologiae physico-chemicae recentioris primae lineae, 1781.
- Chemische Abhandlung von Luft und Feuer, 1782 (con Carl Wilhelm Scheele, Torbern Bergman).
- Animadversiones chemico therapeuticae de ferro, 1785.
- Pharmacopoea saxonica, 1820.[1][2]